# Cumbre de Acción sobre la Inteligencia Artificial
La Cumbre de Acción sobre Inteligencia Artificial (IA) se celebró en el Grand Palais de París, Francia, del 10 al 11 de febrero de 2025. La cumbre fue copresidida por el presidente francés, Emmanuel Macron, y el primer ministro indio, Narendra Modi. La Cumbre de Acción de IA de 2025 tuvo lugar después de la Cumbre de Seguridad de IA de 2023 celebrada en Bletchley Park, en el Reino Unido, y de la Cumbre de IA de Seúl de 2024, en Corea del Sur.
Mientras que a la Cumbre de Seguridad de IA de 2023 asistieron representantes de 29 gobiernos y ejecutivos de solo un puñado de empresas de IA, más de 1000 participantes de más de 100 países asistieron a la Cumbre de IA de París de 2025, en representación de líderes gubernamentales, organizaciones internacionales, la comunidad académica y de investigación, el sector privado y la sociedad civil.

## Antecedentes
El primer Informe Internacional sobre Seguridad de la IA se publicó el 29 de enero de 2025. Encargado tras la Cumbre de Seguridad de IA de Bletchley Park, el informe se centró en los riesgos y amenazas que plantea la IA de propósito general, y estaba previsto para su debate en la cumbre de París como parte del pilar «Confianza en la IA». Mientras que la primera cumbre se centró en los riesgos catastróficos de la IA y su mitigación, la reunión de París se reformuló como una «Cumbre de Acción sobre IA» que enfatiza la innovación, la implementación práctica y las posibles oportunidades económicas de la IA, al tiempo que explora una gama más amplia de riesgos, incluido su impacto ambiental y las disrupciones en el mercado laboral. En las semanas previas a la cumbre de París, los líderes gubernamentales también habían comenzado a unirse en torno a los «campeones nacionales» en IA, en parte como respuesta a la startup china de IA DeepSeek, que había lanzado un nuevo modelo que rivalizaba con OpenAI o1.
El domingo 9 de febrero, el presidente francés, Emmanuel Macron, publicó en Instagram una compilación de deepfake s generados con IA de él mismo para ayudar a publicitar el inicio de la Cumbre de Acción de IA de 2025 al día siguiente. Si bien reconoce el humor de los deepfakes, el verdadero Macron afirma en el video que, usando inteligencia artificial, «podemos hacer cosas muy importantes: cambiar la atención médica, la energía, la vida en nuestra sociedad».

## Actos

### Día 1
En su discurso inaugural, la enviada especial francesa, Anne Bouverot, analizó el impacto ambiental de la IA y reconoció que la trayectoria actual de esta tecnología es insostenible.
La secretaria general del sindicato UNI Global Union, Christy Hoffman, afirmó que «el aumento de la productividad impulsado por la IA corre el riesgo de convertir esta tecnología en otro motor de desigualdad, lo que tensiona aún más nuestras democracias».
El vice primer ministro chino, Zhang Guoqing, pronunció un discurso en el que expresó la voluntad de China de «trabajar con otros países para promover el desarrollo, salvaguardar la seguridad y compartir los logros en el campo de la inteligencia artificial».
El director ejecutivo de Google, Sundar Pichai, afirmó en su discurso que, si bien el auge de la IA conlleva numerosos riesgos, «el mayor riesgo es quedarse fuera». Habló sobre la larga trayectoria de Google en investigación de IA y dijo que la compañía está invirtiendo más en agentes de «investigación profunda» que pueden buscar de forma autónoma en Internet y compilar un análisis completo para los usuarios.
En la cumbre se estrenó una nueva coalición: la iniciativa Herramientas Robustas y Abiertas de Seguridad en Línea (ROOST). Con el apoyo de Google, Discord, OpenAI y Roblox, e incubada en el Instituto de Política Global de la Universidad de Columbia, la organización está desarrollando herramientas gratuitas y de código abierto para detectar y denunciar material de abuso sexual infantil (CSAM).
En su discurso de clausura del primer día, el presidente Emmanuel Macron destacó que Francia tiene la capacidad de suministrar la energía que requieren las empresas de IA, gracias a su producción de energía nuclear. Al declarar que Europa había «vuelto a la carrera» por la IA, Macron afirmó que la región era «demasiado lenta» para los inversores y pidió a la UE que «simplificara la regulación» y «se resincronizara con el resto del mundo».

### Día 2

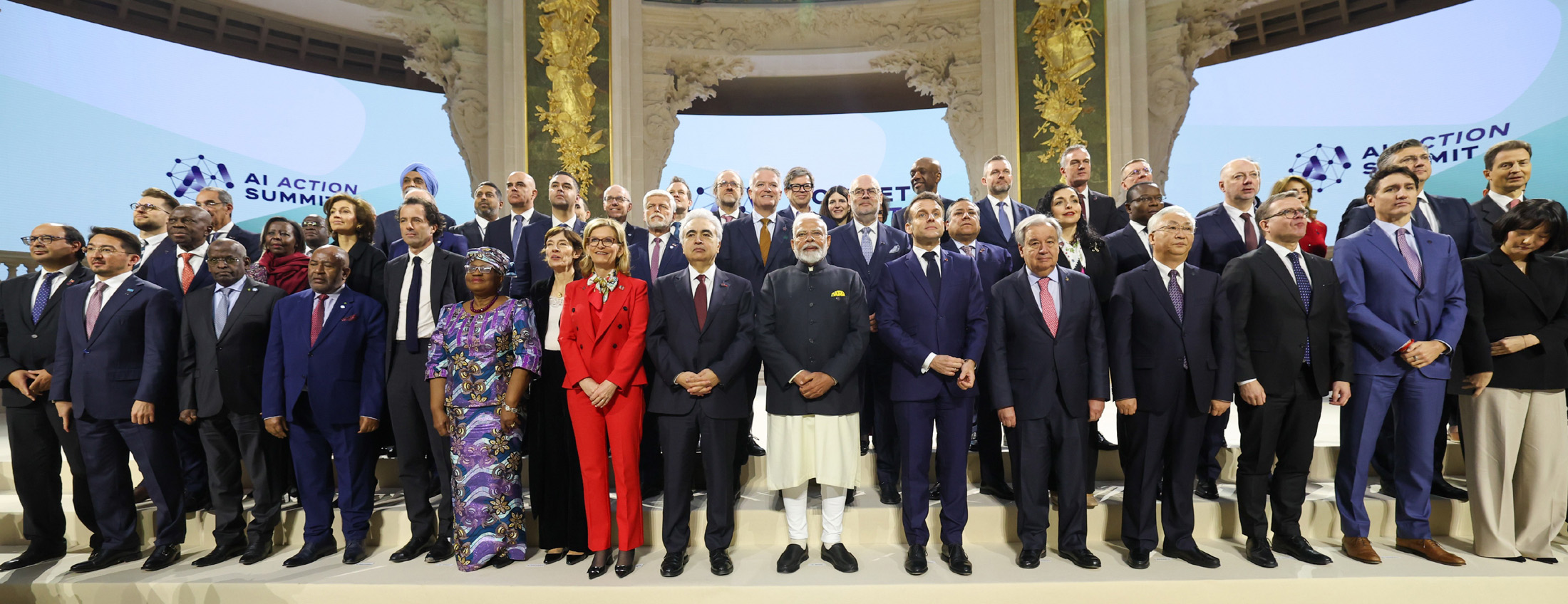
Líderes mundiales en la Cumbre de Acción sobre IA en París, 11 de febrero de 2025.

El 11 de febrero de 2025, el gobierno francés anunció su dotación de 400 millones de dólares a Current AI, una nueva fundación para apoyar la creación de «bienes públicos» de IA, incluidos conjuntos de datos de alta calidad y herramientas e infraestructura de código abierto. Lanzada por el presidente Macron, Current AI cuenta con el respaldo de nueve gobiernos (Finlandia, Francia, Alemania, Chile, India, Kenia, Marruecos, Nigeria, Eslovenia y Suiza), además de varias organizaciones filantrópicas como el Grupo Omidyar y la Fundación McGovern, y empresas privadas como Google y Salesforce.
Otra iniciativa lanzada en la cumbre fue la Coalición para una IA Sostenible. Liderada por Francia, el Programa de las Naciones Unidas para el Medio Ambiente (PNUMA) y la Unión Internacional de Telecomunicaciones (UIT), la coalición cuenta con el apoyo de 11 países, cinco organizaciones internacionales y 37 empresas tecnológicas, entre ellas EDF, IBM, Nvidia y SAP.
La Cumbre de Jefes de Estado y de Gobierno tuvo lugar en sesión plenaria en el Grand Palais. El primer ministro de la India, Narendra Modi, destacó la necesidad de «democratizar la tecnología» y «[garantizar] el acceso a ella para todos, especialmente en el Sur Global».
El vicepresidente estadounidense J. D. Vance aprovechó su discurso para advertir contra la «regulación excesiva de la IA», que «podría acabar con un sector transformador justo cuando está despegando». Vance también advirtió a otros líderes contra la cooperación con «regímenes autoritarios» en materia de IA, un comentario que fue ampliamente interpretado como una referencia a China.

## Inversiones
En la cumbre, la Unión Europea hizo varios anuncios relacionados con las inversiones planificadas para apoyar el desarrollo de la IA. La presidenta de la Comisión Europea, Ursula von der Leyen, lanzó InvestAI, una iniciativa de 200 000 millones de euros, incluidos 20 000 millones para construir cuatro gigafábricas de IA para entrenar modelos muy complejos y de gran tamaño.
Además, una coalición de más de 60 empresas europeas lanzó la Iniciativa EU AI Champions. Liderada por la firma de capital de riesgo General Catalyst, la coalición planea invertir 150 000 millones de euros en empresas e infraestructuras relacionadas con la IA en Europa durante cinco años.
El presidente Emmanuel Macron anunció que los inversores privados se habían comprometido a invertir casi 110 000 millones de euros en el sector de la IA en Francia. Se espera una financiación de entre 30 000 y 50 000 millones de euros de los Emiratos Árabes Unidos para construir un campus de centro de datos de gran tamaño, y otros 20 000 millones de euros de la firma de inversión canadiense Brookfield Corporation.
La startup francesa Mistral AI y Helsing, una empresa germano-británica, anunciaron su asociación para desarrollar modelos de visión-lenguaje-acción que ayuden a los soldados a usar IA en el campo de batalla.

## Reacciones
El consejo editorial del Financial Times señaló que la cumbre de París «destacó un cambio en la dinámica hacia la competencia geopolítica», que caracterizó como «una nueva carrera armamentística de inteligencia artificial» entre Estados Unidos y China, con Europa «intentando forjar su papel».
Jeremy Kahn, editor de IA de Fortune, describió la Cumbre de París 2025 como un «festival de IA, con deslumbrantes eventos corporativos paralelos e incluso una fiesta de baile nocturna», contrastándolo con el ambiente «decididamente sobrio» de la Cumbre inaugural de Seguridad de IA en Bletchley Park.
Muchos expertos de la comunidad de seguridad de la IA expresaron su decepción por el hecho de que la Cumbre de París no hiciera lo suficiente para abordar los riesgos de la IA, y el director ejecutivo de Anthropic, Dario Amodei, la calificó de «oportunidad perdida». Otros que expresaron preocupaciones similares fueron David Leslie, del Instituto Alan Turing, y Max Tegmark, del Instituto del Futuro de la Vida.
En un informe desde París, el columnista de tecnología Kevin Roose del The New York Times escribió: «La mayor sorpresa de la cumbre de París, para mí, ha sido que los responsables políticos no parecen comprender lo pronto que podrían llegar los poderosos sistemas de IA, ni lo disruptivos que podrían ser».

## Declaración sobre una IA inclusiva y sostenible
En la cumbre, 58 países, entre ellos Francia, China e India, firmaron una declaración conjunta: la Declaración sobre Inteligencia Artificial Inclusiva y Sostenible para las Personas y el Planeta. La declaración describe principios generales como la accesibilidad y la superación de la brecha digital; el desarrollo de una IA abierta, transparente, ética, segura y confiable; evitar la concentración del mercado en el desarrollo de la IA para alentar la innovación; resultados positivos para los mercados laborales; hacer que la IA sea sostenible; y promover la cooperación y la gobernanza internacionales.
Estados Unidos y el Reino Unido se negaron a firmar la declaración sobre una IA inclusiva y sostenible.  El gobierno del Reino Unido dijo en una breve declaración que el acuerdo internacional no era suficiente para definir la gobernanza global de la IA y abordar las preocupaciones sobre su impacto en la seguridad nacional.

### Firmantes
Lista de países firmantes de la declaración sobre una IA inclusiva y sostenible en orden alfabético:
- Alemania
- Armenia
- Australia
- Austria
- Bélgica
- Brasil
- Bulgaria
- Camboya
- Canadá
- República Checa
- Chile
- República Popular China
- Chipre
- Corea del Sur
- Croacia
- Dinamarca
- Emiratos Árabes Unidos
- Eslovaquia
- Eslovenia
- España
- Estonia
- Finlandia
- Francia
- Grecia
- Hungría
- India
- Indonesia
- Irlanda
- Italia
- Japón
- Kazajistán
- Kenia
- Letonia
- Lituania
- Luxemburgo
- Malta
- Marruecos
- México
- Mónaco
- Nigeria
- Noruega
- Nueva Zelanda
- Países Bajos
- Polonia
- Portugal
- Ruanda
- Rumania
- Senegal
- Serbia
- Singapur
- Sudáfrica
- Suecia
- Suiza
- Tailandia
- Ucrania
- Uruguay
- Ciudad del Vaticano
- Yibuti

Entre los firmantes adicionales se incluyen los siguientes organismos internacionales e institutos de investigación:
- ALAI (Asociación Latinoamericana de Internet)
- Comisión de la Unión Africana (UA)
- BEUC La Organización Europea de Consumidores
- Centro para la Democracia y la Tecnología
- Consejo de Europa
- Comisión Europea (y los 27 Estados miembros)
- Hugging Face
- INRIA
- Instituto de Estudios Avanzados
- OCDE
- Partnership on AI
- PMIA
- Sciences Po
- Organización de las Naciones Unidas
- UNESCO